# Popovici, Varna
Popovici (în bulgară Попович) este un sat în comuna Beala, regiunea Varna,  Bulgaria. 

## Demografie
Componența etnică a satului Popovici
     Turci (33,33%)
     Romi (9,76%)
     Nicio identificare (56,9%)
     Altele (0%)
La recensământul din 2011, populația satului Popovici era de 543 locuitori. Nu există o etnie majoritară, locuitorii fiind turci (33,33%) și romi (9,76%). Pentru 56,9% din locuitori nu este cunoscută apartenența etnică.